# Premio Gianni Ravera - Una canzone è per sempre
Il Premio Gianni Ravera (sottotitolato "Una canzone è per sempre") è una manifestazione musicale in scena nelle Marche una volta all'anno a partire dal 2015. Ideatore e direttore artistico Michele Pecora.

## La manifestazione
La rassegna, in scena in diverse località marchigiane, è solitamente programmata in estate, con l'esibizione di un cospicuo numero di ospiti partecipanti e conduttori diversi. 
La rassegna nasce in omaggio a Gianni Ravera, ideatore e direttore di alcuni tra i più importanti festival della musica leggera in Italia. 
La prima edizione, realizzata nel 2015, venne condotta da Pippo Baudo.
Alcune edizioni sono andate in onda in diretta su Radio Subasio e sull'app della stessa.

## Edizioni
| Numero | Data              | Conduttore/i    | Artisti partecipanti | Trasmissione tv/radio | Località            |
| ------ | ----------------- | --------------- | --- | --------------------- | ------------------- |
| 1      | 4 settembre 2015  | Pippo Baudo     | Gigliola Cinquetti, Carlo Conti, Iva Zanicchi, Fausto Leali, Michele Pecora, Nicola Di Bari | -                     | Tolentino (MC)      |
| 2      | 10 settembre 2016 | Fabrizio Frizzi | Peppino Di Capri, Rita Pavone, Mara Maionchi, Marino Bartoletti, Fabrizio Moro | -                     | Ancona              |
| 2      | 14 ottobre 2016   | Fabrizio Frizzi | Dario Salvatori, Bobby Solo, Fiordaliso, Tiziana Rivale | -                     | Tolentino (MC)      |
| 3      | 3 agosto 2017     | Pupo            | Fausto Leali, Peppino Di Capri, Dario Salvatori, Viola Valentino, Michele Pecora | -                     | Porto Recanati      |
| 3      | 9 settembre 2017  | Fabrizio Frizzi | Iva Zanicchi, Bobby Solo, Peppino Di Capri | -                     | Tolentino (MC)      |
| 4      | 9 settembre 2018  | Pupo            | Orietta Berti, Peppino Di Capri, Rosanna Fratello, Marco Ferradini | -                     | Tolentino (MC)      |
| 5      | 7 settembre 2019  | Mara Venier     | Michele Zarrillo, Fausto Leali, Orietta Berti, Rettore, Marco Masini, Ron Moss, Enzo De Caro, Michele Pecora | -                     | Tolentino (MC)      |
| 6      | 22 agosto 2020    | Pupo            | Roby Facchinetti, Dario Salvatori, Michele Pecora, Wilma Goich | -                     | Tolentino (MC)      |
| 7      | 4 settembre 2021  | Amadeus         | Al Bano, Orietta Berti, Diodato, Emanuela Aureli, Michele Pecora, Random | -                     | Tolentino (MC)      |
| 8      | 11 giugno 2023    | Carlo Conti     | Cugini di Campagna, Rettore, Michele Zarrillo, Fausto Leali, Marcella Bella, Michele Pecora, Silvia Salemi, Marco Carta, Iva Zanicchi, Gemelli di Guidonia, Paolo Vallesi, Gatto Panceri, Maninni, Angelina Mango | Radio Subasio         | Castelraimondo (MC) |
| 9      | 22 giugno 2024    | Carlo Conti     | Jalisse, Alfa, Orietta Berti, Fabio Rovazzi, Cristiano Malgioglio, Clara, Maninni, Marco Masini, Rita Pavone, Michele Pecora                                                                                      | Radio Subasio         | Castelraimondo (MC) |